# 科莫島
科莫島是斐濟的島嶼，位於坎巴拉島東北40公里的太平洋海域，屬於劳群岛的一部分，由東部區負責管轄，長1.5公里、寬0.5公里，面積0.5平方公里，最高點海拔高度82米。